# Catfights and Spotlights
| Оценки критиков  | Оценки критиков |
| Источник         | Оценка          |
| ---------------- | --------------- |
| Allmusic         | [ 1 ]           |
| BBC              | [ 2 ]           |
| Digitalspy       | [ 3 ]           |
| The Guardian     | [ 4 ]           |
| Planet Sound     | [ 5 ]           |
| The Sunday Times | [ 6 ]           |
| The Times        | [ 7 ]           |

Catfights and Spotlights — шестой студийный альбом поп-группы Sugababes, вышедший в 2008 году.

## Об альбоме
Catfights and Spotlights как всегда записан в Ливерпуле.
Первый сингл из альбома называется Girls, который был выпущен 6 октября 2008 года. Следующий и последний сингл No Can Do был выпущен 22 декабря 2008 года.

## Список композиций
1. Girls
2. You On A Good Day
3. No Can Do
4. Hanging On A Star
5. Side Chick
6. Unbreakable Heart
7. Sunday Rain
8. Every Heart Broken
9. Beware
10. Nothing’s As Good As You
11. Sound Of Goodbye
12. Can We Call a Truce

### Bonus tracks
1. About You Now (Acoustic Version)
2. She’s Like a Star" (совместно с Taio Cruz)

## Участники записи
- Кейша Бьюкенен
- Хайди Рэйндж
- Амелл Берраба

## Синглы
| Дата релиза     | Название  | UK | Примечание                                                                  |
| --------------- | --------- | -- | --------------------------------------------------------------------------- |
| 6 октября 2008  | Girls     | 3  | - Авторы: Allen Toussaint, Anna McDonald, Nicole Jenkinson, Keisha Buchanan |
| 22 декабря 2008 | No Can Do | 23 | - Авторы: Jason Pebworth, Jon Shave, George Astasio, Geeki                  |